# سنجاب زمینی پنجه‌دراز
 سنجاب زمینی پنجه‌دراز(نام علمی: Spermophilopsis leptodactylus) نام یک گونه از تیره سنجاب است.